# Tour der französischen Rugby-Union-Nationalmannschaft nach Argentinien und Australasien 1986
| Tour der Franzosen nach Argentinien und Australasien 1986 | Tour der Franzosen nach Argentinien und Australasien 1986 | Tour der Franzosen nach Argentinien und Australasien 1986 | Tour der Franzosen nach Argentinien und Australasien 1986 | Tour der Franzosen nach Argentinien und Australasien 1986 |
| Übersicht                                                 | S                                                         | G                                                         | U                                                         | N                                                         |
| --------------------------------------------------------- | --------------------------------------------------------- | --------------------------------------------------------- | --------------------------------------------------------- | --------------------------------------------------------- |
| Test Matches                                              | 4                                                         | 1                                                         | 0                                                         | 3                                                         |
| Sonstige Spiele                                           | 4                                                         | 3                                                         | 1                                                         | 0                                                         |
| Gesamt                                                    | 8                                                         | 4                                                         | 1                                                         | 3                                                         |
|                                                           |                                                           |                                                           |                                                           |                                                           |
| Argentinien                                               | 2                                                         | 1                                                         | 0                                                         | 1                                                         |
| Australien                                                | 1                                                         | 0                                                         | 0                                                         | 1                                                         |
| Neuseeland                                                | 1                                                         | 0                                                         | 0                                                         | 1                                                         |

Die Tour der französischen Rugby-Union-Nationalmannschaft nach Argentinien und Australasien 1986 umfasste eine Reihe von Freundschaftsspielen der französischen Rugby-Union-Nationalmannschaft. Sie reiste von Ende Mai bis Ende Juni 1986 durch Argentinien, Australien und Neuseeland, wobei sie während dieser Zeit neun Spiele bestritt. Darunter waren zwei Test Matches gegen die argentinische Nationalmannschaft sowie je eines gegen die australische und die neuseeländische Nationalmannschaft. Neben einem Sieg gegen Argentinien gab es drei Niederlagen. Auf dem Programm standen auch fünf Spiele gegen regionalen Auswahlteams, die in vier Siegen und einem Unentschieden resultierten.

## Spielplan
- Hintergrundfarbe grün = Sieg
- Hintergrundfarbe gelb = Unentschieden
- Hintergrundfarbe rot = Niederlage

(Test Matches sind grau unterlegt; Ergebnisse aus der Sicht Frankreichs)
| # | Datum         | Gegner                              | Ort          | Stadion                   | Ergebnis |
| - | ------------- | ----------------------------------- | ------------ | ------------------------- | -------- |
| 1 | 31. Mai 1986  | Argentinien                         | Buenos Aires | Estadio José Amalfitani   | 13:15    |
| 2 | 02. Juni 1986 | Invitación XV                       | Paraná       | Club Atlético Estudiantes | 45:24    |
| 3 | 07. Juni 1986 | Argentinien                         | Buenos Aires | Estadio José Amalfitani   | 22:9     |
| 4 | 11. Juni 1986 | Queensland Country                  | Rockhampton  |                           | 33:3     |
| 5 | 14. Juni 1986 | Queensland Reds                     | Brisbane     | Ballymore Stadium         | 48:9     |
| 6 | 17. Juni 1986 | Australian Capital Territory        | Canberra     | Canberra Stadium          | 18:18    |
| 7 | 21. Juni 1986 | Australien                          | Sydney       | Sydney Cricket Ground     | 14:27    |
| 8 | 24. Juni 1986 | North Auckland Rugby Football Union | Whangārei    | Okara Park                | 30:19    |
| 9 | 28. Juni 1986 | Neuseeland                          | Christchurch | Lancaster Park            | 9:18     |

## Test Matches
| 31. Mai 1986 | Argentinien                                            | 15 : 13        | Frankreich                                  | Estadio José Amalfitani, Buenos Aires Zuschauer: 40.000 Schiedsrichter: Robert Fordham (Australien) |
| 31. Mai 1986 | Versuche: Ure Erhöhungen: Porta Straftritte: Porta (3) | (3:10) Bericht | Versuche: Bonneval Straftritte: Laporte (3) | Estadio José Amalfitani, Buenos Aires Zuschauer: 40.000 Schiedsrichter: Robert Fordham (Australien) |

Aufstellungen:
- Argentinien: Jorge Allen, Eliseo Branca, Diego Cash, Diego Cuesta Silva, Juan Lanza, Pedro Lanza, Bernardo Miguens, Javier Miguens, Gustavo Milano, Fernando Morel, Tomás Petersen, Hugo Porta , Daniel Sanes, Fabián Turnes, Ernesto Ure
- Frankreich: Pierre Berbizier , Jérôme Bianchi, Éric Bonneval, Éric Champ, Denis Charvet, Jean Condom, Jean-Pierre Garuet-Lempirou, Francis Haget, Bernard Herrero, Jean-Luc Joinel, Patrice Lagisquet, Guy Laporte, Philippe Marocco, Laurent Rodriguez, Philippe Sella 
 Auswechselspieler: Pierre-Édouard Detrez

| 7. Juni 1986 | Argentinien            | 9 : 22         | Frankreich                                                                                   | Estadio José Amalfitani, Buenos Aires Zuschauer: 50.000 Schiedsrichter: Robert Fordham (Australien) |
| 7. Juni 1986 | Straftritte: Porta (3) | (3:13) Bericht | Versuche: Dubroca Lescarboura Sella Erhöhungen: Lescarboura (2) Straftritte: Lescarboura (2) | Estadio José Amalfitani, Buenos Aires Zuschauer: 50.000 Schiedsrichter: Robert Fordham (Australien) |

Aufstellungen:
- Argentinien: Jorge Allen, Eliseo Branca, Diego Cash, Diego Cuesta Silva, Juan Lanza, Pedro Lanza, Bernardo Miguens, Javier Miguens, Gustavo Milano, Fernando Morel, Tomás Petersen, Hugo Porta , Fabián Turnes, Daniel Sanes, Ernesto Ure
- Frankreich: Marc Andrieu, Serge Blanco, Éric Bonneval, Éric Champ, Jean Condom, Pierre-Édouard Detrez, Daniel Dubroca , Dominique Erbani, Jérôme Gallion, Jean-Luc Joinel, Patrice Lagisquet, Jean-Patrick Lescarboura, Philippe Marocco, Thierry Picard, Philippe Sella

| 21. Juni 1986 | Australien                                                                     | 27 : 14        | Frankreich                                     | Sydney Cricket Ground, Sydney Zuschauer: 34.166 Schiedsrichter: Fred Howard (England) |
| 21. Juni 1986 | Versuche: Campese Erhöhungen: Lynagh Straftritte: Lynagh (6) Dropgoals: Lynagh | (15:4) Bericht | Versuche: Blanco (2) Sella Erhöhungen: Laporte | Sydney Cricket Ground, Sydney Zuschauer: 34.166 Schiedsrichter: Fred Howard (England) |

Aufstellungen:
- Australien: Matthew Burke, Bill Campbell, David Campese, David Codey, Michael Cook, Steve Cutler, Nick Farr-Jones, Tom Lawton, Michael Lynagh, Andy McIntyre, Brendan Moon, Simon Poidevin, Enrique Rodríguez, Andrew Slack , Steve Tuynman
- Frankreich: Pierre Berbizier, Serge Blanco, Éric Bonneval, Éric Champ, Denis Charvet, Daniel Dubroca , Francis Haget, Jean-Luc Joinel, Patrice Lagisquet, Jean-Patrick Lescarboura, Philippe Marocco, Claude Portolan, Laurent Rodriguez, Philippe Sella, Patrick Serrière 
 Auswechselspieler: Pierre-Édouard Detrez, Guy Laporte

| 28. Juni 1986 | Neuseeland                                                                           | 18 : 9         | Frankreich                 | Lancaster Park, Christchurch Zuschauer: 24.000 Schiedsrichter: Fred Howard (England) |
| 28. Juni 1986 | Versuche: Brewer Erhöhungen: Cooper Straftritte: Cooper Dropgoals: Botica (2) Cooper | (12:6) Bericht | Dropgoals: Lescarboura (3) | Lancaster Park, Christchurch Zuschauer: 24.000 Schiedsrichter: Fred Howard (England) |

Aufstellungen:
- Neuseeland: Kevin Boroevich, Frano Botica, Mike Brewer, Mark Brooke-Cowden, Greg Cooper, Andy Earl, Sean Fitzpatrick, Brett Harvey, David Kirk , John Kirwan, Gordon Macpherson, Brian McGrattan, Joe Stanley, Arthur Stone, Terry Wright
- Frankreich: Marc Andrieu, Pierre Berbizier, Serge Blanco, Éric Champ, Denis Charvet, Jean Condom, Pierre-Édouard Detrez, Daniel Dubroca , Dominique Erbani, Jean-Pierre Garuet-Lempirou, Jacques Gratton, Francis Haget, Patrice Lagisquet, Jean-Patrick Lescarboura, Philippe Sella